# Chris Korda

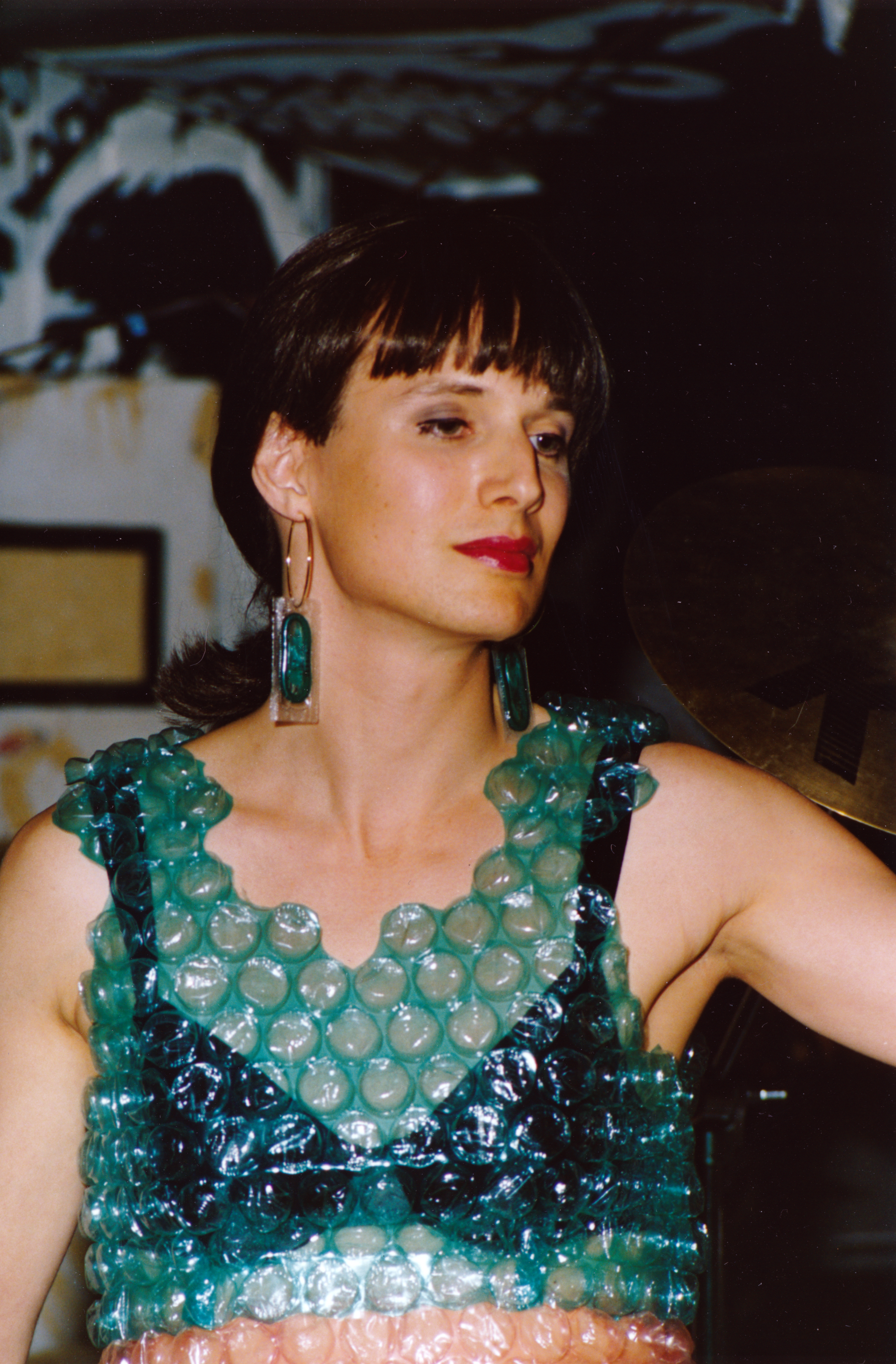
Chris Korda (1991)

Chris Korda (* 1962 in New York City) ist ein US-amerikanischer Gender-Aktivist, Musiker und Softwareentwickler, der vor allem als Gründer und Anführer der umstrittenen Religionsgemeinschaft Church of Euthanasia bekannt ist.

## Lebenslauf
Korda ist das einzige Kind des britischen Schriftstellers Michael Korda und wurde 1962 in New York City geboren. Da er sich nicht auf ein Geschlecht festlegen möchte, tritt Korda oft in Frauenkleidern in der Öffentlichkeit auf. Er bezeichnet sich als „transgendered person“, sieht sich jedoch nicht als transsexuellen Menschen.
1992 gründete er in Delaware die Church of Euthanasia (CoE), die mit Forderungen wie Save the planet, kill yourself (Rette den Planeten, töte dich selbst) oder Thou shalt not procreate (Du sollst dich nicht fortpflanzen, vgl. Antinatalismus) das rapide Bevölkerungswachstum kritisiert. Die CoE ist in den Vereinigten Staaten als Glaubensgemeinschaft offiziell anerkannt. Laut eigener Auskunft zählte die CoE bereits 1996 in den Vereinigten Staaten mehrere hundert Mitglieder.
Nach Ansicht von Korda sei die Menschheit durch ihre Dominanz verantwortlich für die Vernichtung anderer Lebensformen und müsse deshalb dezimiert werden. Der Religionsstifter bezeichnet sich seit Gründung der Organisation auch als Reverend Korda und wirbt für eine Rettung der Erde durch Suizid, Schwangerschaftsabbruch, Kannibalismus und Sodomie.
In Deutschland wurde Korda vor allem durch seine beiden Singles Save The Planet, Kill Yourself und Sex Is Good bekannt, die 1997 und 1998 auf DJ Hells renommiertem Münchner Techno-Label International Deejay Gigolos erschienen.
Sein erstes Album Six Billion Humans Can’t Be Wrong erschien 1999 ebenfalls auf International Deejay Gigolos. Ursprünglich sollte für das Cover angeblich ein Foto verwendet werden, das Korda in einem Verbrennungsofen des KZ Dachau zeige. Die Rezensenten Oke Göttlich und Jörg Sundermeier kritisierten Korda in einem Artikel der Jungle World unter Bezugnahme auf diese Ankündigung der CoE:

„Für den Erfolg der ‚besonderen Persönlichkeit‘ ist Korda, so scheint es, jedes Mittel recht. Antisemit zu sein, gehört offensichtlich dazu.“

Das Cover der Veröffentlichung auf Gigolo zeigte dann ein einfaches Porträt-Foto Kordas. Die britische Musikzeitschrift NME sah in dem Album dann auch vorwiegend „exzellente Techno-Musik“ für eine „schöne Party“, die so gut sei, dass man fast vergessen könne, dass sie von einem „total Verrückten“ produziert sei.
Zur 2003 veröffentlichten Single I Like To Watch produzierte er ein Musikvideo, in dem er Bilder der Berichterstattung zu den Terroranschlägen am 11. September 2001 mit Ausschnitten aus pornografischen Filmen zusammenfügte. Nachdem das Presswerk aufgrund der provokanten Covergestaltung jedoch zunächst die Herstellung der Single verweigerte, kam es zu Verzögerungen in der Produktion. Die Veranstalter des niederländischen Lowlands sagten aufgrund der Veröffentlichung und kritischer Berichterstattung in der niederländischen Presse bereits im Vorfeld des Festivals einen geplanten Auftritt Kordas ab. Das Plattenlabel Null Records veröffentlichte die Single schließlich zusammen mit einer Erklärung, in der die Verwendung der Bilder des Anschlages im Video gerechtfertigt wurde. Thema von Kordas Musikstück sei die „Obszönität der ungehemmten Wiederholung und Benutzung dieser Bilder im Kontext unterschiedlichster Interessenlinien“.
2003 erschien sein Album The Man Of The Future, das durchschnittliche Kritiken erhielt. 2019 folgte nach 15 Jahren ohne neue Veröffentlichungen das Album Akoko Ajeji auf dem Berliner Label Perlon.

## Diskographie

### Alben
- 1999: Six Billion Humans Can’t Be Wrong (DJ Mix; als Chris Korda & The Church Of Euthanasia; International Deejay Gigolos)
- 2003: The Man Of The Future (International Deejay Gigolo Records)
- 2004: Victim Of Leisure – Live @ BURN.FM (Platoniq)
- 2019: Akoko Ajeji (Perlon)
- 2020: Polymeter (Mental Groove Records)
- 2020: Apologize To The Future (Perlon)
- 2022: Passion For Numbers (Mental Groove Records)

### Singles und EPs
- 1993: Save The Planet, Kill Yourself (Kevorkian Records)
- 1997: Save The Planet, Kill Yourself (Re-Release auf International Deejay Gigolos)
- 1998: Sex Is Good (International Deejay Gigolos)
- 2002: I Like To Watch (Null Records)
- 2002: When It Rains EP (International Deejay Gigolos)
- 2003: The Man Of The Future (International Deejay Gigolos)
- 2020: Magic Cookie EP (PARTOUT)